# Shima (köpinghuvudort i Kina, Jiangxi Sheng, lat 27,00, long 115,74)
Shima är en köpinghuvudort i Kina. Den ligger i provinsen Jiangxi, i den sydöstra delen av landet, omkring 190 kilometer söder om provinshuvudstaden Nanchang. Antalet invånare är 32 528. Befolkningen består av 15 190 kvinnor och 17 338 män. Barn under 15 år utgör 23,0 %, vuxna 15-64 år 69 %, och äldre över 65 år 7,0 %.
Runt Shima är det ganska tätbefolkat, med 139 invånare per kvadratkilometer. Närmaste större samhälle är Tengtian, 12,4 km nordväst om Shima. I omgivningarna runt Shima växer i huvudsak blandskog.
Genomsnittlig årsnederbörd är 2 107 millimeter. Den regnigaste månaden är juni, med i genomsnitt 314 mm nederbörd, och den torraste är oktober, med 22 mm nederbörd.